# Walk, don't run (nummer)
Walk, don’t run is een instrumentaal nummer geschreven door Johnny Smith . Het is een contrafact van het nummer Softly, as in a morning sunrise. Hij nam het op voor zijn EP/10-inchplaatje In a sentimental mood. Er is een aantal covers bekend, waaronder die van Chet Atkins, The Ventures en John Barry. Daarnaast nam een aantal artiesten het nummer op, soms uit een totaal ander muziekgenre. Herb Alpert and the Tijuna Brass, Sha-Na-Na, The Penguin Cafe Orchestra, het California Guitar Trio en Steve Howe namen het op. Een zeer afwijkende versie is die van Tommy Leonetti. Dit is namelijk niet instrumentaal; Dotty Faye schreef teksten bij het instrumentale nummer. Muziekproducent van deze versie was Chet Atkins.

## Ventures
In juni 1960 brachten The Ventures hun versie uit op Dolton Records. The Ventures waren nog in “opbouw” want ze hadden nog geen vaste drummer. Ze schakelden Skip Moore voor achter het drumstel. Hij kon voor beloning kiezen uit 25 Amerikaanse dollar of 25 % van de inkomsten uit verkoop. Skip Moore koos voor 25 dollar. Het nummer bracht de carrière van The Ventures op gang want Walk, don’t run haalde de tweede plaats in de Billboard Hot 100 in achttien weken notering (derde in Cashbox-lijst). In het Verenigd Koninkrijk haalde het dertien weken notering met een achtste plaats. In Nederland haalde het de 15e plaats de maandlijsten van de toenmalige hitparade. In 1964 brachten The Ventures een vernieuwde versie op de markt en ook deze haalde de top 10 van Billboard (11 weken met hoogste notering nummer 8). De gitaarpartij is naar de voorgrond gehaald.
De uitvoering van The Ventures wordt soms beschouwd als het eerste plaatje in de surfstijl, die de Amerikaanse hitparade haalde.

### NPO Radio 2 Top 2000
| Nummer met noteringen in de NPO Radio 2 Top 2000 | '00  | '01-'02 | '03  |
| ------------------------------------------------ | ---- | ------- | ---- |
| Walk, Don't Run                                  | 1871 | -       | 1975 |

1. ↑  Een '-' betekent dat het nummer niet was genoteerd en een vetgedrukt getal geeft de hoogste notering aan.
2. ↑  2000 was het eerste jaar met een notering voor dit nummer.
3. ↑  Deze tabel is bijgewerkt tot en met de laatste editie (2024).

## John Barry
Vlak na de release van de originele versie van The Ventures, werd voor de Britse markt een versie uitgebracht van John Barry Seven, een band rondom de toekomstig James Bondcomponist. Deze versie haalde in veertien weken notering een elfde plaats in de Britse hitlijst. De muziek liet nog niets van de latere James Bond-muziek horen.